# Friesland Ridge
Friesland Ridge är en bergstopp i Antarktis. Den ligger i Sydshetlandsöarna. Argentina, Chile och Storbritannien gör anspråk på området. Toppen på Friesland Ridge är 1 004 meter över havet.
Terrängen runt Friesland Ridge är kuperad åt sydväst, men åt nordost är den bergig. Havet är nära Friesland Ridge åt sydost.  Trakten är glest befolkad. Närmaste befolkade plats är St. Kliment Ohridski Base, 10,1 kilometer nordväst om Friesland Ridge. 